# Stenochironomus innocuus
Stenochironomus innocuus är en tvåvingeart som först beskrevs av Samuel Wendell Williston  1896.  Stenochironomus innocuus ingår i släktet Stenochironomus och familjen fjädermyggor. Inga underarter finns listade i Catalogue of Life.